# 格拉尔米·欧伯利
格拉尔米·欧伯利（英語：Graeme Obree，1965年9月11日—），是一名苏格兰自行车运动员。
欧伯利生于英国沃里克郡納尼頓。 在1993年6月，他打破了由弗朗西斯科·莫斯（Francesco Moser）保持了九年之久的世界场地自行车一小时耐力赛记录，成绩为51.596公里。欧伯利的记录仅保持了不到一周就被英格兰人克里斯·博德曼（Chris Boardman）打破。欧伯利又与次年1994年4月重新打破记录。他还是1993年和1995年世界场地自行车个人追逐赛的冠军。
2006年，根据他的事迹拍摄了影片《飛翔的蘇格蘭人》（或译为极速苏格兰）。